# Futura International Airways
Futura International Airways is een voormalige luchtvaartmaatschappij gevestigd in het Spaanse Palma de Mallorca, opgericht in 1989. Het voerde lijnvluchten en voornamelijk chartervluchten uit in heel Europa. In het drukke toeristische hoogseizoen worden hun toestellen vaak gebruikt door andere Europese luchtvaartmaatschappijen door middel van een zogenaamde wet- of drylease. Futura had 5 permanente bases: Palma, Tenerife, Málaga, Gran Canaria en Dublin. In 2008 werden de activiteiten gestaakt door financiële moeilijkheden.

## Geschiedenis
Op 28 november 1989 werd de “Compañia Hispano-Irlandesa de Aviación S.A.” opgericht door Aer Lingus, de Ierse nationale luchtvaartmaatschappij, Belton Air en de Banco Santandar. 
Op 17 februari 1990 werd de eerste vlucht uitgevoerd onder de handelsnaam "Futura International Airways" met een vlucht van Palma de Mallorca naar Manchester. Doorheen de jaren 90 kende de maatschappij een expansie waardoor ze nu doorheen heel Europa vliegt met eigen lijnvluchten en ad-hocvluchten voor verschillende touroperators en luchtvaartmaatschappijen.
Tot in 2002 was Aer Lingus de hoofdaandeelhouder, maar in 2007 verkocht Aer Lingus de resterende 20% in Futura voor € 11 miljoen.
In september 2008 staakte Futura de vluchten vanwege financiële problemen voornamelijk veroorzaakt door hoge brandstofprijzen. Eerder die maand had Futura haar 1200 werknemers gevraagd loon in te leveren om te overleven. In 2007 vervoerde Futura nog 3,7 miljoen passagiers en behaalde een omzet van € 335 miljoen.

## Vloot
Futura International Airways' vloot bestond uit de volgende vliegtuigen (in 4 september 2008):
| Type              | Aantal | Zitplaatsen |
| ----------------- | ------ | ----------- |
| Boeing 737-300    | 2      | 146         |
| Boeing 737-400    | 11     | 170         |
| Boeing 737-800    | 12     | 189         |
| Boeing 737-900/ER | 2      | 215         |